# Eugenio Nobile
Eugenio Nobile ( Reggio Calabria, Calabria, Italia, 3 de junio de 1903 – Buenos Aires, Argentina, 17 de junio de 1977 ) fue un director de orquesta, violinista y compositor. Nacido en el seno de una familia de músicos, fue traído a la Argentina cuando tenía un año de edad. 

## Actividad profesional
En Argentina estudió música desde niño con destacados maestros y era todavía adolescente cuando integraba orquestas que interpretaban zarzuelas y operetas en teatros céntricos, en una de las cuales, la conocida Rondalla Cauvilla Prim que con su música atraía a muchos inmigrantes españoles también estaba como violinista Juan D'Arienzo. Después se dedicó al tango cuando lo contrató Augusto P. Berto para su orquesta y con ella tocó en el Café Domínguez, de la calle Corrientes y en el Café Central, de Avenida de Mayo y Tacuarí. Después se incorporó a la orquesta de Juan Maglio Pacho y actuó en el Teatro de la Comedia que estaba frente al Mercado del Plata y empezó a usar el violín-corneta que utilizó Julio De Caro y que había sido introducido en el tango inicial por José Pepino Bonano. Más adelante pasó por las orquestas de Pedro Maffia, en reemplazo de Elvino Vardaro por recomendación de él mismo,  y a continuación forma en la fila de violines de Juan Carlos Cobián y estuvo como segundo violín de la orquesta dirigida por Agesilao Ferrazano.
Formó entonces una orquesta con el pianista Juan Polito a los que se suman Fernando y Ángel Martín, Armando Blasco y Félix Verdi en bandoneones, Francisco De Lorenzo al contrabajo y los violines de Salvador Polito y Néstor Salvador además del propio Nóbile. El conjunto hizo varias grabaciones exitosas para la recientemente instalada Compañía de discos Brunswick. Por su orquesta pasaron artistas de la calidad de Eduardo Del Piano, José Pascual, el autor del tango Arrabal, Héctor Varela y hasta la futura estrella de jazz el Mono Villegas. Actuaron en los cafés Germinal  y Guarany  de la calle Lavalle, en el cine Paramount y el cabaré Imperio. También en la boite Fragata de Tucumán, entre Florida y San Martín, donde estrenó  sus tangos Violino tzigano y Vívere. Paralelamente animaba fiestas de la alta sociedad para las que lo requerían por el estilo fino de su orquesta. Eran mediados de la década de 1940, una época en la cual las melodías centroamericanas, el jazz y el bolero se difundían profusamente por Buenos Aires, y fue así que en 1946 el maestro colombiano Lucho Bermúdez firmó un contrato para actuar en Buenos Aires y grabar unos 60 temas en la RCA Victor durante 6 meses, para lo cual formó una orquesta de 22 músicos en la que sólo había tres colombianos -Bermúdez, la cantante Matilde y el cantor Bob Toledo- completándose con el concurso de Eugenio Nóbile, Eduardo Armani e integrantes de las orquestas de los mismos..
Nobile formó entonces su Gran Orquesta Panamericana e incorporó a su repertorio piezas de jazz, rumbas, porros, marchinhas, cumbias, foxtrots, boleros, música brasileña y demás géneros, incluyendo algunos de su autoría, que iban integrando su repertorio acorde con lo que reclamaban los nuevos tiempos. Actuaba en clubes y en locales como por ejemplo la Confitería Adlon y el Hotel Crillón frente a la Plaza San Martín alternando con una orquesta típica, con un estilo romántico que atraía a los jóvenes, menos cumbanchero y más melódico que los otros conjuntos del momento. El vocalista era Ángel Riera, Nobile tanto dirigía como tocaba el violín y sus grabaciones fueron muy populares y vendían por cantidades en lugares como Colombia, Cuba y otros países.

## Compositor
Entre sus obras pueden recordarse el tango Quimeras, que luciría en el Sexteto de Julio De Caro, Se fini, registrado por la orquesta Bruswick, El Lido, dedicado a un local del barrio de Palermo en el que tocó y dirigió su orquesta, Cocoliche y Cuando hace falta un amigo, ambas con letra de Dante A. Linyera. Con Francisco García Jiménez compuso Rojo y negro, con el acordeonista y arreglista Emilio Brameri, hizo varios temas, incluyendo Independiente campeón, con Héctor Varela y Rodrigo Martínez, Soy el astro del colmao y con el mismo Varela y Carlos Bahr, Zumba zumba. Sobre letra de Francisco Chico Bolaños compuso con Lucho Bermúdez compuso Buenos Aires y el porro Santa Marta (de esa ciudad que «tiene tren pero no tiene tranvía»), que fue un gran éxito en Colombia y Argentina, habiéndolo grabado en este país la orquesta de Enrique Rodríguez con la voz de Armando Moreno. Muchos de los temas de música tropical fueron muy rendidores económicamente para Nobile.
Eugenio Nobile falleció el 17 de junio de 1977.